# Belonia
Belonia é uma cidade e uma nagar panchayat no distrito de Tripura do Sul, no estado indiano de Tripura.

## Geografia
Belonia está localizada a 23° 15′ N, 91° 27′ L. Tem uma altitude média de 23 metros (75 pés).

## Demografia
Segundo o censo de 2001, Belonia tinha uma população de 15 687 habitantes. Os indivíduos do sexo masculino constituem 52% da população e os do sexo feminino 48%. Belonia tem uma taxa de alfabetização de 85%, superior à média nacional de 59,5%; com 54% para o sexo masculino e 46% para o sexo feminino. 9% da população está abaixo dos 6 anos de idade.